# Max Saalmüller
Max Saalmüller (* 26. November 1832 in Römhild; † 12. Oktober 1890 in Bockenheim) war ein preußischer Oberstleutnant und Lepidopterologe (Schmetterlingskundler). Sein offizielles zoologisches Autorenkürzel lautet „Saalm.“

## Leben
Nach dem Besuch der Realschule in Meiningen trat Saalmüller 1851 als Fähnrich in die Preußische Armee ein und wurde 1853 Premierleutnant. 1861 bis 1862 stand er in Frankfurt am Main, 1863 in Luxemburg und 1864 in Saarlouis. Nach dem Feldzug gegen Österreich 1866 kam er nach Hannover und wurde spätestens 1866 zum Hauptmann befördert. 1870/71 machte er den Feldzug gegen Frankreich im Feldartillerie-Regiment Nr. 8 mit und erhielt dafür beide Klassen des Eisernen Kreuzes, sowie den Herzoglich Sachsen-Ernestinischen Hausorden. Nach Beendigung des Feldzuges wurde er als Abteilungskommandeur des Feldartillerie-Regiments Nr. 15 nach Straßburg versetzt. Dort konnte er die Vorträge von Alexander Götte über Zoologie anhören und nahm 1877 als Oberstleutnant seinen Abschied.
Saalmüller nahm seinen Wohnsitz in Bockenheim bei Frankfurt am Main, um sich seiner wissenschaftlichen Neigung zu widmen. Die Senckenberg Gesellschaft für Naturforschung übertrug ihm, nachdem er am 21. Dezember 1877 als arbeitendes Mitglied wieder in die Gesellschaft eingetreten war, die Leitung über ihre Schmetterlingssammlung. Als Carl Ebenau und Anton Stumpff gegen Ende des Jahres 1879 eine größere Sammlung von Insekten aus Madagaskar mitbrachten, widmete sich Saalmüller intensiv dem Studium derselben. 1884 erschien nach mehreren kleineren Publikationen zu diesem Thema der 1. Band der Lepidopteren von Madagascar. Den 2. Band vollendete Lucas von Heyden, veröffentlicht 1891, da Max Saalmüller am 12. Oktober 1890 den Folgen einer Lungenentzündung erlag.

## Schriften
- Abbildungen zu Der Heerwurm von Ludwig Bechstein. 1851.
- Mittheilungen über Madagaskar, seine Lepidopteren-Fauna. 1878, Nachträge 1879.
- Lepidopteren von Madagascar. 2 Bände, 1884/91.